# 各務原リハビリテーション病院
各務原リハビリテーション病院（かかみがはらリハビリテーションびょういん）は、岐阜県各務原市にある病院である。医療法人社団誠道会が運営する。
有床診療所新鵜沼ケアクリニックを増床し開設された。リハビリテーションや慢性期治療などを中心とする病院である。

## 概要
総病床数は118床であり、一般病床は46床、療養病床は72床である。
建物は南棟（A棟）と北棟（B・C・D・E棟）からなる。南棟は元は有床診療所新鵜沼ケアクリニックの建物であり、回復期病棟、リハビリセンター、デイケアセンターが設置されている。北棟は鉄骨造の地上3階建。人工透析センター（各務原リハビリ透析センター）、療養病棟、特殊疾患病棟、機能訓練センターが設置されている。

## 沿革
1920年（大正9年）に稲葉郡鵜沼町（現・各務原市鵜沼羽場町）に医院として開業。昭和初期にサナトリウムの日本ライン養生院を開設したが、太平洋戦争により中断。戦後「いその医院」に改称し再開。
- 1986年（昭和61年） - 一時休院。
- 1994年（平成6年） - 各務原市鵜沼山崎町3丁目に移転し再開。
- 1996年（平成8年） - 医療法人社団いその医院を設立。
- 2005年（平成17年） - 法人名を「医療法人社団 誠道会」に変更。
- 2007年（平成19年） - 現在地に移転。有床診療所新鵜沼ケアクリニックに改称（床数19）。
- 2011年（平成23年）12月 - 有床診療所新鵜沼ケアクリニックを増床。各務原リハビリテーション病院を開設[1]。

## 診察科
- 内科
- 小児科
- 糖尿病・代謝内科
- 脳神経外科
- リハビリテーション科
- 消化器内科
- 腎臓内科
- 循環器内科

## 交通アクセス

### 公共交通機関
- JR高山本線鵜沼駅下車、徒歩で約5分。
- 名鉄各務原線新鵜沼駅下車、徒歩で約7分
- 各務原市ふれあいバス鵜沼線「リハビリテーション病院前」バス停下車、徒歩すぐ。